# Burträskbingo
Burträskbingo är en utomhuslek som går ut på att de tävlande – oftast uppdelade i lag – får en lista med saker som ska anskaffas. Den som har hittat flest saker eller hittat alla saker först vinner. Leken är uppkallad efter Burträsk i Västerbotten och bingo. En trolig anledning att just Burträsk givit namn åt leken är en uråldrig stereotyp (dokumenterad sedan 1600-talet) att burträskare är "tjuvaktiga"; att de är "ludna under fötterna så man hör inte när de smyger omkring och stjäl".
I TV4:s direktsända lekprogram Stadskampen förekom en variant av leken. Under programmets gång gavs tittarna en chans att påverka resultatet. I varje program läste en av programledarna upp en lista innehållande ett visst antal av diverse stora som små saker och djur, som tittarna i trakten skulle medta till inspelningsplatsen inom angiven tid. Om "tittaruppdraget" utfördes korrekt fick stadens lag (hemmalaget) extrapoäng när den stora sammanställningen ägde rum i slutet av programmet.

## Studentlek
Under 2000-talet har leken blivit populär bland svenska gymnasiestudenter i Västerbotten inför studenten. Den kan innefatta att införskaffa ovanliga eller lustiga föremål, men handlar framförallt om att utföra praktiska utmaningar från en lista, där varje utmaning ger ett visst antal poäng utifrån hur vågad eller svår utmaningen är. Utmaningarna är ofta av skämtsam, pinsam, dekadent eller sexuell natur.
Liknande studentlekar i Växjö uppmärksammades 2024, särskilt på grund av utmaningarnas natur. Några av punkterna på listan var att ha sex med en MILF eller DILF, slicka på en toalettsits och att förtära en spya. Eftersom det skedde på elevernas fritid hade skolan små möjligheter att förhindra det.